# Province de Muyinga
La province de Muyinga est une des 18 provinces du Burundi. Sa capitale est Muyinga.

## Personnalités liées
- Simon Ntamwana